# Dapsilarthra tirolensis
Dapsilarthra tirolensis är en stekelart som först beskrevs av Konigsmann 1972.  Dapsilarthra tirolensis ingår i släktet Dapsilarthra och familjen bracksteklar. Inga underarter finns listade i Catalogue of Life.